# Buntunbrug
De Buntunbrug is een vakwerkbrug in de Filipijnse provincie Cagayan. De brug overspant de grootste rivier van de Filipijnen, de Cagayan en is de op een na langste brug in de Filipijnen. Butun is naam van de barangay van stad Tuguegarao, waar de brug begint.